# Serket
Serket, Selket ali Selcis, je bila v egipčanski mitologiji boginja plodnosti, narave, živali, medicine, magije in zdravljenja strupenih ugrizov in pikov in prvotno pobóžen škorpijon.
Pik škorpijona povzroči paralizo in Serketino ime opisuje prav to, saj pomeni »(tista, ki) stisne žrelo«. Njeno ime se kahko bere tudi kot »(tista, ki) povzroči, da grlo diha«. V Serket so videli tudi boginjo, ki piči nepravične, in boginjo, ki ozdravi škorpijonov pik in ugriz kače. 
V umetnosti Starega Egipta je upodobljena kot škorpijon ali ženska s škorpijonom na glavi. Serket ni imela nobenega svetišča, v številnih skupnostih pa je imela kljub temu dokaj veliko število svečenikov. 
Najbolj strupene vrste škorpijonov živijo v severni Afriki. Njihovi piki lahko ubijejo človeka, zato so imeli Serket za zelo pomembno boginjo. Nekateri faraoni so jo imeli celo za svojo zavetnico. Njena tesna povezava z zgodnjimi faraoni kaže, da je bila njihova zaščitnica, slasti faraonov Škorpijona I. in Škorpijona II.
Za Serket kot zaščitnico proti strupom in kačjemu ugrizu so pogosto rekli, da ščiti božanstva pred Apepom, veliko kačo-demonom zla, zato je včasih upodobljena kot stražar ujetega Apepa. 
Serket je bila tudi zaščitnica pred smrtjo, predvsem oseb, povezanih s strupi in tekočinami, ki so povzročale strjevanje. V tem smislu je bila zaščitnica šotorov, v katerih so balzamirali pokojnike, in vrčev, v katere so dajali črevesje balzamiranih. Kot zaščitnica teh vrčev je bila tesno povezana z boginjami Izis, Neftis in Neit, ki so imele podobne funkcije. V kasnejši zgodovini Egipta, ki je trajala več tisoč let, so se začela božanstva združevati. Serket so začeli istovetiti z Izido, s katero sta si delili videz in starše, nazadnje pa je postala samo aspekt Izide, katere kult je postal zelo dominanten.